# Чамула (муниципалитет)
Чамула (исп. Chamula) — муниципалитет в Мексике, штат Чьяпас, с административным центром в одноимённом посёлке. Численность населения, по данным переписи 2020 года, составила 101 967 человек.

## Общие сведения
Название Chamula с языка цоциль можно перевести как: густая жидкость для самана.
Площадь муниципалитета равна 344,6 км², что составляет 0,5 % от площади штата, а наиболее высоко расположенное поселение Пахальтон-Альто, находится на высоте 2621 метр.
Он граничит с другими муниципалитетами Чьяпаса: на севере с Ларрайнсаром, Альдамой, Ченало и Митонтиком, на востоке с Тенехапой, на юге с Сан-Кристобаль-де-лас-Касасом и Синакантаном, и на западе с Истапой.

## Учреждение и состав
Муниципалитет был образован 4 июля 1925 года, по данным 2020 года в его состав входит 157 населённых пунктов, самые крупные из которых:
| Код INEGI                  | Населённый пункт                                                               | Численность населения (2005 год) | Численность населения (2010 год) | Численность населения (2020 год) |
| -------------------------- | ------------------------------------------------------------------------------ | -------------------------------- | -------------------------------- | -------------------------------- |
| 023                        | Всего                                                                          | 67085                            | 76941                            | 101967                           |
| 0001                       | Чамула (исп. Chamula) 16°47′15″ с. ш. 92°41′21″ з. д. (административный центр) | 2959                             | 3329                             | 4727                             |
| 0071                       | Яльтем (исп. Yaltem) 16°50′38″ с. ш. 92°47′20″ з. д.                           | 1508                             | 1664                             | 2414                             |
| 0008                       | Баутиста-Чико (исп. Bautista Chico) 16°47′59″ с. ш. 92°42′41″ з. д.            | 1324                             | 1173                             | 2194                             |
| 0126                       | Арвенса-Уно (исп. Arvenza Uno) 16°46′48″ с. ш. 92°43′12″ з. д.                 | 585                              | 1107                             | 1980                             |
| 0020                       | Чикумтантик (исп. Chicumtantic) 16°51′57″ с. ш. 92°36′18″ з. д.                | 1422                             | 1599                             | 1959                             |
| 0038                       | Мукен (исп. Muquén) 16°48′23″ с. ш. 92°36′37″ з. д.                            | 1312                             | 1480                             | 1932                             |
| 0018                       | Крустон (исп. Cruztón) 16°45′42″ с. ш. 92°34′46″ з. д.                         | 975                              | 1756                             | 1860                             |
| 0014                       | Катистик (исп. Catishtic) 16°46′50″ с. ш. 92°44′14″ з. д.                      | 1141                             | 1319                             | 1848                             |
| —                          | Прочие                                                                         | 55859                            | 63514                            | 83053                            |
| Названия на карте Генштаба |                                                                                |                                  |                                  |                                  |

## Экономическая деятельность
По статистическим данным 2000 года, работоспособное население занято по секторам экономики в следующих пропорциях:
- сельское хозяйство и скотоводство — 62,9 % ;
- промышленность и строительство — 22,3 %;
- торговля, сферы услуг и туризма — 13,2 %;
- безработные — 1,6 %.

### Сельское хозяйство
Выращиваемые культуры: кукуруза, фасоль, овощи, фрукты и цветы.

### Животноводство
В муниципалитете разводится крупный рогатый скот, овцы, лошади, свиньи и домашняя птица.

### Промышленность
Существует производство по изготовлению традиционной одежды.

### Торговля
В муниципалитете есть множество мелких магазинов, реализующих разнообразные товары.

## Инфраструктура
По статистическим данным 2020 года, инфраструктура развита следующим образом:
- электрификация: 98,7 %;
- водоснабжение: 10,8 %;
- водоотведение: 61,3 %.

## Туризм
Основные достопримечательности:
- церковь Святого Хуана Баутиста, построенная в конце XVI века;
- Этнографический музей;
- гора Цонтеуиц и озеро Петех.

## Галерея

Чамула
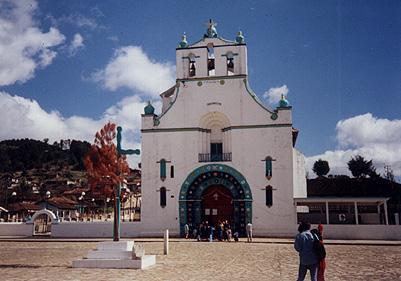
Церковь Святого Хуана Баутиста
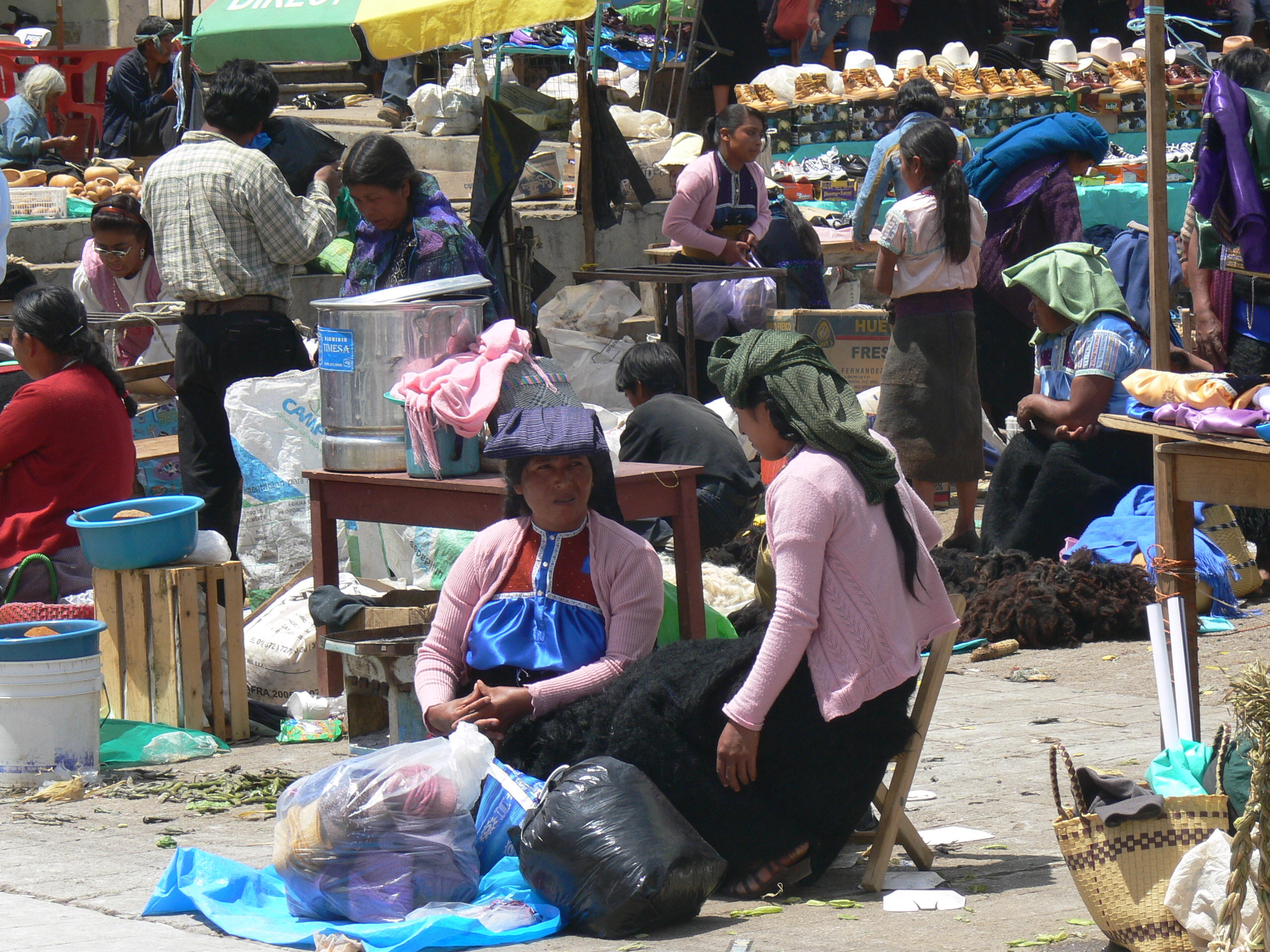
Уличная торговля
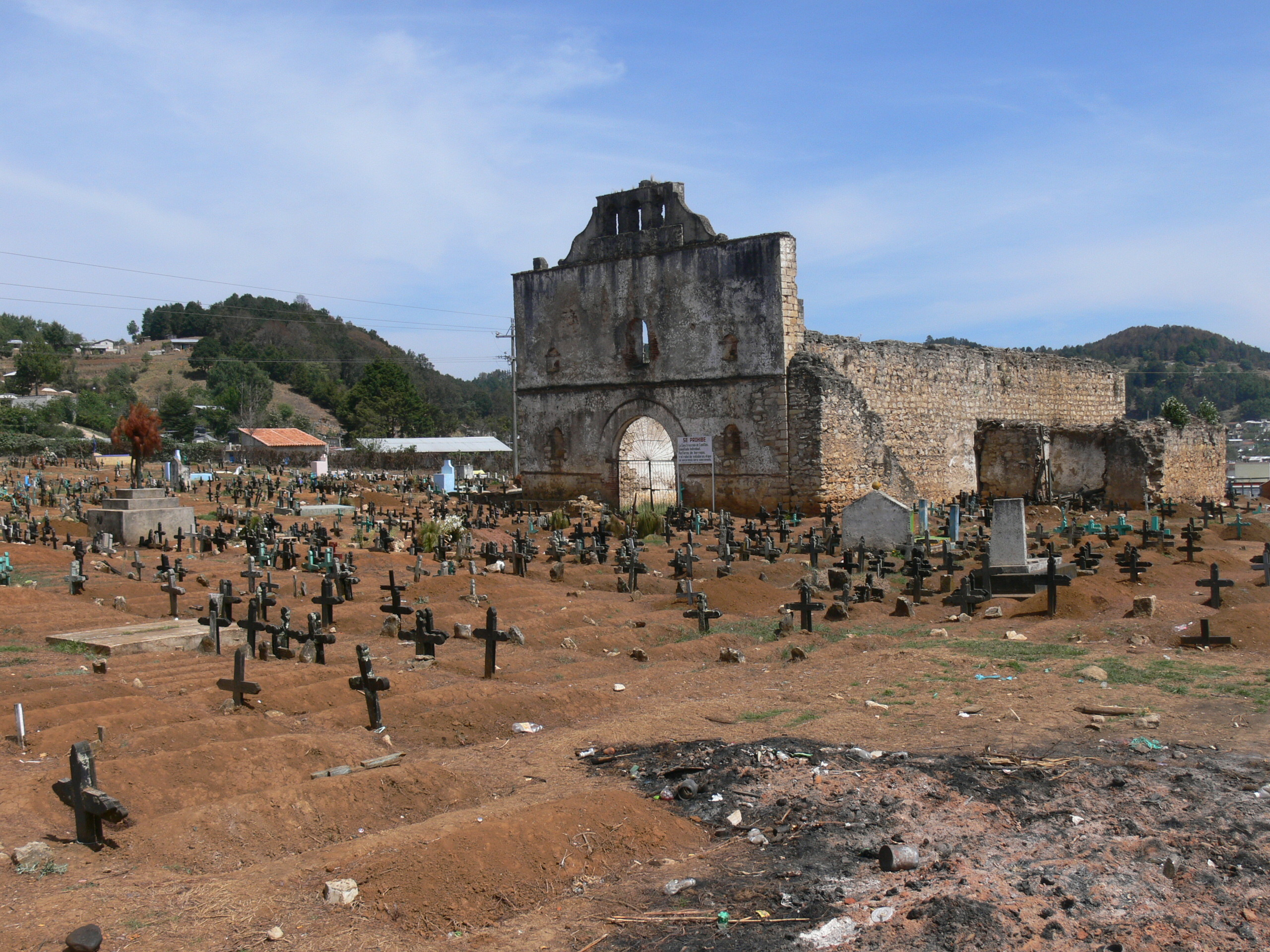
Руины церкви Святого Себастьяна
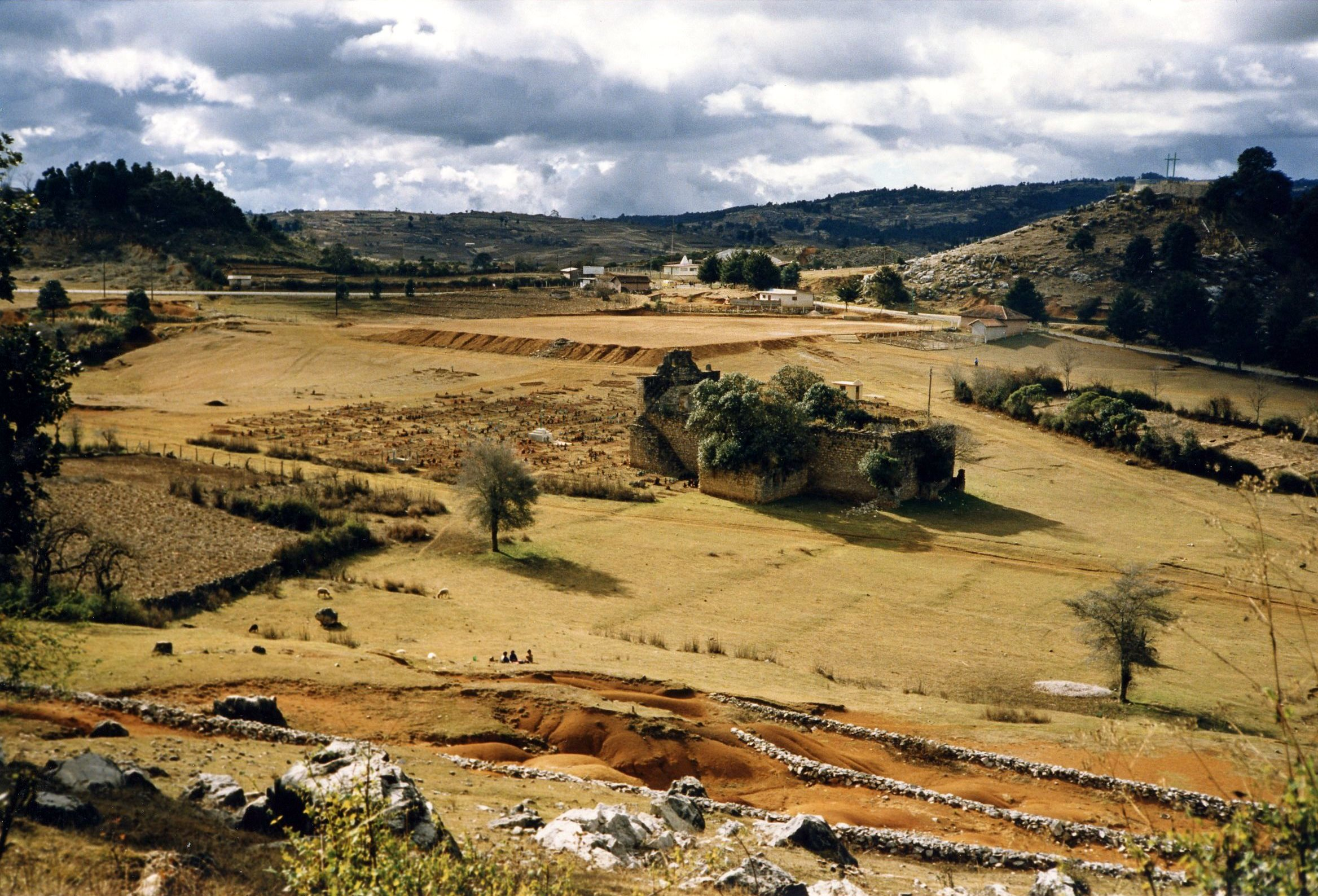
Панорама муниципалитета